# Pointe du Trou à Meynal
La Pointe du Trou à Meynal ou Pointe à Roche, est un cap de Guadeloupe.

## Description
Il est situé au nord de la plage Manbia, à environ 2,5 km de Sainte-Rose et est depuis 2003 une aire protégée de catégorie IV : Aire de gestion des habitats ou des espèces.
Le site est aussi un lieu archéologique témoignage de la culture précolombienne.